# John Hempel
John Paul Hempel (Salt Lake City, Utah, 14 d'octubre de 1935 ─ Rice Lake, Wisconsin, 13 de gener de 2022) va ser un matemàtic nord-americà especialista en topologia de varietats i problemes algebraics, principalment en teoria de grups.

## Biografia
John va néixer a Salt Lake City, Utah. El 1957 es va graduar de matemàtiques a la Universitat de Utah. En 1962, va defensar la seva tesi a la Universitat de Wisconsin-Madison, sota la supervisió de R. H. Bing. Va ser professor a la Universitat de Rice fins al moment de la seva mort.
Va estar casat amb Edith, amb qui es va casar l'1 de setembre de 1965, a Houston, Texas. Tenia 2 fills i 3 néts.
Fora de les matemàtiques, John era un entusiasta de la natura. Li fascinava l'acampada, l'escalada, l'esqui i navegar. A més, sabia tocar el piano.
John Hempel va demostrar que els grups fonamentals de 2 varietats són residualment finits. També va introduir l'estudi del complex de corbes en la topologia de 3 varietats.
Va escriure un llibre titulat "3-manifolds" el 1976. Les seves investigacions eren sobre topologia de varietats.